# JCSAT-3
O JCSAT-3 foi um satélite de comunicação geoestacionário japonês construído pela Hughes, ele esteve localizado na posição orbital de 128 graus de longitude leste e era operado pela JSAT Corporation. O satélite foi baseado na plataforma HS-601 e sua vida útil estimada era de 12 anos. O mesmo ficou fora de serviço em fevereiro de 2007 a órbita cemitério.

## História
Prevendo o crescimento do negócio de comunicações, a Japan Satellite Systems, Inc., (JSAT) de Tóquio assinou um contrato em outubro de 1993 para a construção de um satélite Hughes HS-601 da Hughes Space and Communications International, Inc. O satélite, o JCSAT-3, foi projetado para transmitir áudio, dados e sinais de televisão via banda Ku para o leste da Ásia, Austrália, Nova Zelândia e Índia, e via banda C para o leste e sul da Ásia e no Havaí. Em dezembro de 1995.
O satélite saiu de serviço em fevereiro de 2007, quando foi enviado para a órbita cemitério.

## Lançamento
O satélite foi lançado ao espaço com sucesso no dia 29 de agosto de 1995, por meio de um veículo Atlas-2AS, lançado a partir da Estação da Força Aérea de Cabo Canaveral, na Flórida, EUA. Ele tinha uma massa de lançamento de 3.105 kg.

## Capacidade e cobertura
O JCSAT-3 era equipado com 28 transponders em banda Ku e 12 em banda C para fornecer áudio, dados e sinais de televisão para a Ásia, Austrália e Nova Zelândia.